# Makar Bestoujev
Makar Iourievitch Bestoujev (en russe : Макар Юрьевич Бестужев) est un joueur russe de volley-ball né le 13 mai 1987 à Kazan (Tatarstan, alors en URSS). Il mesure 1,94 m et joue réceptionneur-attaquant.

## Clubs
| Club                     | De        | À         |
| ------------------------ | --------- | --------- |
| Dorojnik Krasnoïarsk     | 2009-2010 | 2009-2010 |
| Gazprom-Iourga Sourgout  | 2010-2011 | 2011-2012 |
| VK Grozny                | 2012-2013 | 2012-2013 |
| Goubernia Nijni Novgorod | 2013-2014 | ...       |

## Palmarès
- Championnat d'Europe des moins de 21 ans (1)
  - Vainqueur : 2006
- Coupe de la CEV (1)
  - Finaliste : 2014